# Ius puniendi
Ius puniendi és una expressió llatina utilitzada per referir-se a la facultat sancionadora de l'Estat. De forma desglossada trobem d'una banda que, l'expressió "ius" equival a dir "dret", mentre que l'expressió "puniendi" equival a "castigar" i, per tant, es pot traduir literalment com dret a penar o dret a sancionar. L'expressió es fa servir sempre en referència a l'Estat davant dels ciutadans.